# Omar Bradley
Omar Nelson Bradley (n. 12 februarie 1893, Clark⁠(d), Missouri, SUA – d. 8 aprilie 1981, New York City, New York, SUA) a fost un general american, unul dintre principalii comandanți militari americani de pe fronturile din Africa de Nord și Europa din timpul celui de-al doilea război mondial. 
După război a fost numit șef al departamentului veteranilor (1945-1947) și șef al statului major al armatei (1948-1949)